# Zwingenburg (Südtirol)
Die Zwingenburg (auch: Burg Zwingenberg) ist ein geschütztes Baudenkmal bei Prissian in der Gemeinde Tisens in Südtirol.

## Geschichte
Als Erbauer gelten die Herren von Zwingenberg, die 1237 erstmals mit dominus Wolferus de Twingenberch urkundlich erwähnt werden. 1271 vom Tiroler Landesfürsten Meinhard II. erworben, war die Burg zeitweise Stammsitz der 1298 erstmals erwähnten Herren von Greinegg. Von 1417 bis 1637 belehnte der Tiroler Landesfürst die Herren von Botsch mit der Burg. 1525 im Deutschen Bauernkrieg zerstört, erfolgte anschließend der Wiederaufbau. Im oder vor dem 17. Jahrhundert verfiel die Anlage zunehmend, der Bergfried stürzte ein. Von 1649 bis 1809 war die Zwingerburg im Eigentum der Freiherren und Grafen von Stachelburg, die der Jahreszahl 1670 zufolge Instandhaltungsarbeiten veranließen. Im 19. Jahrhundert an einen Bauern verkauft, wurde die Burg zu einem Bauernhof erweitert. Graf von der Schulenburg ließ ca. 1900 die verfallene Burg und den Bergfried in historisierender Form wiederaufbauen. Am 5. Oktober 1981 und am 11. Februar 2013 erfolgte die Unterschutzstellung von Seiten des Südtiroler Landesdenkmalamtes.

## Beschreibung
Von der ursprünglichen Burg blieben Teile der Wehrmauer und des Palas erhalten. In letzterem befindet sich eine Stube mit Renaissancetäfelung. Die Überreste der Burg wurden später zu einem Bauernhof erweitert. Der im 17. Jahrhundert eingestürzte Bergfried wurde 1900 wiederaufgebaut.   